# Tomkyns Hilgrove Turner
(Tomkyns) Hilgrove Turner (12 janvier 1764 - 6 mai 1843) est un général britannique, surtout connu comme l'officier qui a escorté la pierre de Rosette d'Égypte en Angleterre.

## Carrière militaire
Turner est nommé enseigne le 20 février 1782 dans le troisième régiment de gardes à pied. En 1792, il est Capitaine-lieutenant. Turner et la pierre sont à bord du navire français HMS Egyptienne récemment capturé lorsqu'il se rend en Angleterre en septembre 1801. Il affirme qu'il a personnellement saisi la pierre du général Jacques de Menou de Boussay et l'a emporté sur un affût de canon. Il affirme également que lorsque les Français ont appris ses intentions, ils ont retiré l'emballage de la pierre et qu'elle "l'a jetée sur le visage" . Il existe d'autres versions de la façon dont les forces anglaises ont capturé la pierre aux Français, on ne sait donc pas à quel point son récit est fiable. Il est élu membre de la Royal Society en décembre 1804.
En 1801, il est nommé colonel, en 1808 major-général. Il devient colonel du 19th (ou The 1st Yorkshire North Riding) Regiment of Foot le 27 avril 1811 (son rang dans le régiment étant différent de son rang dans l'armée) . De 1812 à 1830, il occupe le poste de valet de la chambre à coucher de George IV (notamment la période où ce dernier est prince régent pendant la maladie mentale de son père). Il est lieutenant-gouverneur de Jersey de 1814 à 1816 et gouverneur et commandant en chef militaire des Bermudes, qui sont élevées au rang de forteresse impériale au lendemain de l'indépendance des colonies devenues les États-Unis d'Amérique, de 1826 à 1832 et en 1827 devient Chevalier Grand-Croix de l'Ordre Royal Guelphique.

## Vie privée
Turner est le fils de Richard Turner, chirurgien à Uxbridge, Middlesex et de sa femme Magdalen Hilgrove, originaire de Jersey. En 1839, sa fille Charlotte Esther Turner épouse Henry Octavius Coxe, bibliothécaire bodléien. Le prédécesseur de Coxe, Bulkeley Bandinel, est le cousin de Tomkyns Turner. Quelques années après sa mort, les enfants de Turner sont impliqués dans un procès concernant les héritages qui leur ont été laissés dans le testament de certains parents de Hilgrove.